# Alvin H. Rosenfeld

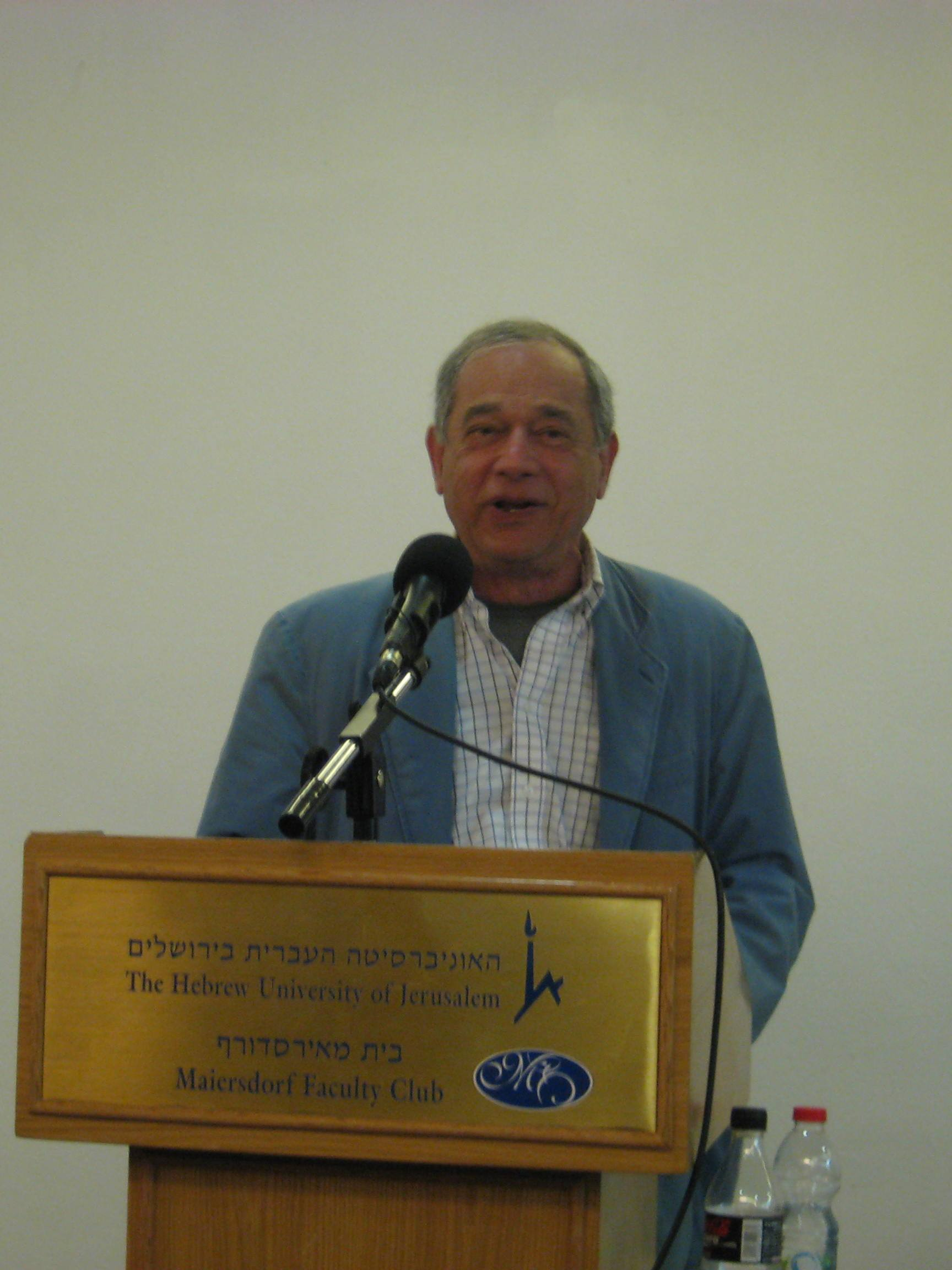
Alvin H. Rosenfeld (2014)

Alvin H. Rosenfeld (* 28. April 1938) ist ein US-amerikanischer Buchautor und Literaturwissenschaftler. 

## Leben
Rosenfeld erlangte seinen Ph.D. 1967 an der Brown University. Seit 1968 lehrt an der Indiana University. Er ist Professor für Englisch und Jüdische Studien. An der Indiana University ist er Direktor des Institute for Jewish Culture and the Arts. Schwerpunkte der Bücher Rosenfelds sind der Holocaust und Antisemitismus.
Er war seit 1966 mit Erna B. Rosenfeld (1939–2016), Angestellte an der Indiana University, verheiratet. Aus der Ehe gingen zwei Kinder hervor. Nach dem Tod seiner Frau stiftete Alvin H. Rosenfeld die Erna B. Rosenfeld Professorship und ein ebenfalls nach ihr benanntes Stipendium zur Förderung der Antisemitismus-Forschung.

## Werke (Auswahl)
- 1980: A Double Dying: Reflections on Holocaust Literature
  - Ein Mund voll Schweigen. Literarische Reaktionen auf den Holocaust. Aus dem amerikan. Engl. übers. von Annette und Axel Dunker, Vandenhoeck und Ruprecht, Göttingen 2000, ISBN 978-3-525-20808-3.
- 1985: Imagining Hitler
- 1997: Thinking about the Holocaust: After Half a Century
- 2004: Anti-Zionism in Great Britain and Beyond: A "Respectable" Anti-Semitism?
- 2006: "Progressive" Jewish Thought and the New Anti-Semitism
- 2011: The End of the Holocaust (Deutsche Übersetzung: Das Ende des Holocaust, Vandenhoeck & Ruprecht 2015)